# Martin Riesen
Martin Riesen, švicarski hokejist, * 8. julij 1926, Švica, † 13. september 2003. 
Riesen je za švicarsko reprezentanco nastopil na olimpijskem hokejskem turnirju 1956, kjer je z reprezentanco osvojil deveto mesto, ter več svetovnih prvenstvih, na katerih je osvojil dve bronasti medalji.